# Peter Lebrecht. Eine Geschichte ohne Abentheuerlichkeiten

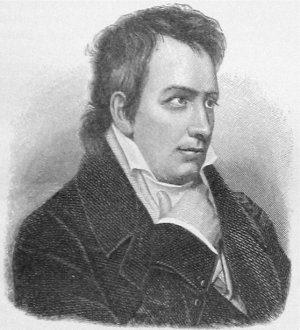
Ludwig Tieck
- 1773; † 1853

Peter Lebrecht. Eine Geschichte ohne Abenteuerlichkeiten ist eine Erzählung in zwei Teilen von Ludwig Tieck, die 1795/96 bei Carl August Nicolai in Leipzig und Berlin erschien.
Herr von Bührau, alias Peter Lebrecht, erzählt Begebenheiten aus seinem Leben. Der Erzähler ist sich des werten Leser-Interesses unsicher.

## Handlung
Von Pflegeeltern auf dem Dorfe erzogen, vom Pater Bonifaz aus dem benachbarten Kloster unterrichtet, erlangt Peter die Hochschulreife und studiert an einer Katholischen Universität Jura, Sprachen und Philosophie. Auf Empfehlung eines seiner Professoren bekommt Peter eine Hofmeister-Stelle im Hause des Präsidenten von Blumbach. Dort erzieht er die beiden Söhne des Präsidenten und lernt das Fräulein Louise Wertheim, Erzieherin der Tochter des Hauses, kennen und lieben. Dem Glück steht Herr von Bärenklau – mit älteren „Rechten“ auf das schöne junge Fräulein – im Wege. Aber Peter hat den Präsidenten auf seiner Seite und erreicht sein Ziel. Er und Louise werden getraut. Leider tanzt Peter auf seiner Hochzeit zu häufig mit weiblichen Gästen. Unterdessen ist auf einmal die Braut verschwunden. Und ward nicht mehr gesehen.
Auf der Suche nach der verschollenen Ehefrau trifft Peter zufällig seine Pflegemutter und wird von ihr ins Bild gesetzt. Er ist der Sohn eines vermögenden, adeligen Mönchs und einer Nonne. Peters leibliche Mutter hatte seinerzeit Zwillinge geboren. Die Zwillingsschwester wurde zu einer anderen Pflegemutter gegeben.
Mit Unterstützung durch den Präsidenten kommt Peter in den Besitz seiner Güter, veräußert diese aber umgehend und wird somit wohlhabend. Jahre nach der Hochzeit findet Peter auf Wanderschaft im Walde Hannchen, „ein einfaches Mädchen“, Tochter des Pächters Martin.
Und von noch einer „seltsamen Zusammenkunft“ erzählt Peter. Er trifft auf Louise, inzwischen Mutter eines etwa 5-jährigen Jungen. Von Bärenklau hatte die Braut an jenem unseligen Hochzeitsabend entführt und lebt mit ihr zusammen. Die Überraschungen nehmen kein Ende. Louise ist Peters Schwester. Also heiratet Peter Hannchen. Das Paar lebt auf dem Dorfe im Hause des Pächters Martin. Schließlich wird Hannchen schwanger.

## Reflexion
Der Erzähler kennt seinen Leser inwendig. Er weiß genau, wie rasch er sich dessen „Unwillen zuziehen“ kann. So hütet sich Peter, seine „wahrhaftige Geschichte“ allzu oft mit „Reflexionen“ zu unterbrechen, kann es aber doch nicht lassen. Peter weiß, was er will: Die „Personen in Handlung zeigen“ – das soll es sein. Dem zweiten Teil des Erzählwerkes mangelt es aber an dieser. Peter überlegt deshalb: Soll er auch Hannchen „plötzlich verschwinden“ lassen? Nein, vielmehr möchte der Erzähler die „Personen und ihre Art zu denken mehr“ zeigen, selbst wenn er damit beim Leser noch schlechter ankommen wird.
Mithin unterscheidet sich der zweite Teil grundlegend vom ersten – es ereignet sich nichts Haarsträubendes mehr. Alltäglich-Besinnliches dominiert. So nimmt Peter am Begräbnis eines armen Bauern teil und weint am Grabe anstelle des hinterbliebenen Sohnes. Diesem Angehörigen kam keine Träne. Peter ist schriftstellerisch tätig; arbeitet an einem Manuskript „Volksmärchen“ und findet in dem Schwiegervater einen Kritiker.
Ganz ohne die obligaten Missgeschicke geht es auch im zweiten Teil nicht ab. Peter führt noch schnell den großen Unbekannten ein, einen Poeten, durch dessen Betrügereien der arglose literaturkritische Schwiegervater unschuldig im Gefängnis landet. Von der Befreiung aus dem Kerkerloch verspricht Peter im dritten Teil zu erzählen. Tieck hat diesen aber nicht publiziert.
Immerhin kann Peter einen gewissen Erfolg als frei schaffender Autor verbuchen: Sein Erzählwerk wird in Wien verboten, und ein Baron will darauf Peter als Verfasser seiner Familienhistorie gewinnen. Natürlich müsste die so geschrieben werden, dass sie in Wien verboten wird. Peter gibt abschlägigen Bescheid.

## Klassen
- Peter Lebrecht definiert den Menschen als „armen reduzierten und invaliden Engel“[3].
- Peter teilt die Leute „in drei Hauptklassen“ ein.

1. Die „unruhigen Köpfe“.
2. Leute der zweiten Klasse kommen mit Ideen auf die Welt. Diese Ideen kritisieren sie aber nicht.
3. Die Leute der dritten Klasse sind die Leser.

## Selbstzeugnis
- Den Stoff habe Tieck aus einem französischen „Büchelchen“[5].

## Rezeption
- „Die Verwandlung des Alltäglichen in eine dichterische Wahrheit ist ein ästhetischer Vorgang, der als Verfremdung der Wirklichkeit seit der Romantik lebendig geblieben ist“[6].
- Der „Literaturpolitiker“ Lebrecht schließt dem Leser Altes neu auf[7], indem er das „Gewöhnliche fremd“ macht[8]. Hinter der „Selbstironie“ Lebrechts verberge sich Tieck[9].
- Die Erzählung ist „die Auseinandersetzung mit den leeren literarischen Konventionen der Zeitgenossen“[10].
- Der „Diskurs“ mit dem Leser ist Tieck wichtiger als die Handlung[11].
- „Lebrechts närrische Normalität:... Er ist das eheliche Kind eines Mönchs und einer Nonne“[12].
- „Die literatursatirische Tendenz des Lebrecht“ wird bis zum Schluss durchgehalten[13].